# 王勇超
王勇超（1957年—），陕西西安人，汉族，中华人民共和国政治人物，关中民俗艺术博物院院长，中国民主促进会会员，第十二届全国人民代表大会陕西地区代表。

## 生平
毕业于西北大学汉语言文学专业。2008年起担任全国人大代表。2013年，担任全国人大代表。2018年2月24日，当选为第十三届全国人大代表。